# Vladimiro Schettina
Vladimiro Schetina Chepini (Asunción, 1955. október 8. – ) paraguayi válogatott labdarúgó. 

## Pályafutása

### Klubcsapatban
Pályafutása során egyetlen klubcsapatban a Club Guaraníban játszott. 1975 és 1990 között 348 mérkőzésen lépett pályára a klub színeiben.

### A válogatottban
1979 és 1986 között 26 alkalommal szerepelt a paraguayi válogatottban és 2 gólt szerzett. Részt vett az 1983-as Copa Américán és az 1986-os világbajnokságon, ahol az Irak és a Mexikó elleni csoportmérkőzésen, valamint az Anglia elleni nyolcaddöntőben kezdőként kapott lehetőséget.

## Sikerei, díjai
Club Guaraní
- Paraguayi bajnok (1): 1984

Paraguay
- Copa América bronzérmes (1): 1983